# Gastronomia de l'Alacantí
La cuina de l'Alacantí tracta sobre el menjar i les begudes típics de la cuina alacantina. L'Alacantí és una comarca moderna que aplega la Foia de Xixona, la ciutat d'Alacant, i part del que es denomina tradicionalment l'Horta d'Alacant. Es troba en una situació privilegiada, entre la mar Mediterrània i les muntanyes d'Alcoi, amb una horta històricament important però ara en gran part urbanitzada. Tot açò aporta una rica varietat d'ingredients a la seua cuina tradicional: hortalisses de l'horta, torró i gelat d'Alacant i de Xixona, i peix i marisc de la mar. A més a més és una cruïlla natural entre l'interior vall del Vinalopó, el camp d'Elx i la Marina costanera. L'alt índex d'immigració a la ciutat d'Alacant ha introduït diverses novetats a la cuina tradicional local, sobretot en la forma de plats de tradició castellana. Tanmateix les comunitats llatinoamericanes, malgrat ser importants a la capital, no han tingut un sostingut impacte en la cuina de l'Alacantí, on els arrossos continuen sent el plat més típic a la taula. A continuació es detallen els elements més destacables de la gastronomia d'aquesta comarca:

## Gelat
La producció de gelat és històrica a la comarca, i va acompanyada amb la llegenda que el gelat mateix fou inventat per un oriünd de Xixona que regentava una de les antigues neveres de gel que es troben a les muntanyes al voltant d'Alcoi. En l'actualitat la producció de gelat és una de les indústries alimentàries principals d'Alacant i Xixona. Vegeu Asociación de Industrias Alicantinas del Helado y Derivados S.A..

## Torró
El torró és el producte més associat amb l'Alacantí, i tant és així que és el principal exportador de torró de l'Estat, molt per davant d'altres productors com Casinos o Agramunt. N'hi ha dos tipus de torró protegits per indicació geogràfica protegida (IGP) propis del municipi de Xixona, el Torró de Xixona i el Torró d'Alacant. El primer és un torró tou i el segon dur. Tanmateix a Xixona se'n fa de moltes altres classes, coberts de xocolate o amb fruita confitada per exemple. El torró era fet de manera artesanal a Xixona fins al 1920.

## La coca
A l'Alacantí, la coca més típica que es fa especialment a la festivitat de Sant Joan és la coca amb tonyina, que és una coca tapada amb un farcit a base de ceba, pinyons i tonyina de sorra. També són comuns les empanadilles de pisto a base de ceba, tonyina en oli, tomaca i ou dur.
Altres coques típiques són la coca de verdura que hi ha de dos versions, amb trossets de sardina salada o amb trossets d'embotits (llonganissa, butifarra), la coca de molletes.

## Altres plats típics
- A Agost són típics el gaspatxo amb nyora, l'arròs amb caragols, migas, borreta de bacallà, la pericana.
- Al Campello és a destacar dins de la seua gastronomia l'arròs caldós, que hi rep el nom de caldet.
- A Sant Joan d'Alacant plats típics són la paella o Arròs a l'alacantina, l'arròs amb ceba, l'olleta i el Bollitori. Entre els dolços figuren els rotlles i pastissos d'ametlles.
- A Mutxamel, els plats més típics són l'olleta, el Bollitori, l'arròs amb faves i bacallà, l'arròs amb verdures i bacallà, la pericana, el pa, oli i boix, i l'arròs i conill. En dolços, la coca bova, els almendraos, la torta d'ametla, la tonya, els bunyols d'arròs, els serenaos, les mantegadetes, els rotllos de vi i els d'anís. Cada dolç correspon a una festa, prenent-se i elaborant-se (o comprant) els bunyols d'arròs per a Sant Josep, les mantegadetes (també coneguts com a mantecaos) i els serenaos per Nadal i la resta de dolços, per les festes de Març (Miracle de la Llàgrima), Agost (El Salvador) i Setembre (Moros i Cristians).

A més, l'horta mutxamelera produeix en grans quantitats tomaca i faves. De fet, existeix una variant de tomaca i de fava coneguda com a Mutxamel.

## Begudes típiques
- Sota la DO Alacant es produeix diversos vins a la comarca que en general són blancs.
- La comarca destaca per la producció de refrescs estiuencs com l'orxata d'ametlles, el «café gelat» (café granissat), l'«aigua-llimó» (llima granissada) o la llet merengada.

## Ingredients bàsics
- Hortalisses i llegums de tota classe: all, tomaca, albergínia, pebrera, patata, carxofa, fava, bajoca, ceba.
- Ametlla de Xixona.
- Peix i marisc de la mar.
- Raïm de taula d'agost, amb denominació d'origen propi del Vinalopó.
- Nyora de Guardamar del Segura
- Tomaques de Mutxamel